# Комерційний Індустріальний Банк
Акціонерне товариство «Комерційний Індустріальний Банк» (скор. АТ «КІБ») — комерційний банк, який надає повний перелік банківських послуг для корпоративних клієнтів та приватних осіб понад 26 років (зареєстрований НБУ 3 грудня 1993 року, свідоцтво про реєстрацію № 219).

## Акціонери
Акціонером банку, якому належить 100 % акцій, є іноземний інвестор Стефан Пол Пінтер (Велика Британія). Пан Стефан Пол Пінтер  — засновник і виконавчий директор «GML Capital LLP» приватної інвестиційно-банківської та керуючої компанії з головним офісом в м. Лондон, Велика Британія. «GML Capital LLP» була заснована в 1983 році й спеціалізується в інвестуванні на ринках, що розвиваються і має досвід роботи в Україні з 1993 року. З 1996 року «GML Capital LLP» здійснює управління активами й виступає радником інвестиційних фондів, які зосереджені на інвестуванні в цінні папери, торгові й кредитні інструменти з високою прибутковістю і торговому фінансуванні на ринках, що розвиваються. «GML Capital LLP» ліцензована Комісією з цінних паперів і бірж (SEC) в США як зареєстрований інвестиційний радник і також авторизована і регулюється Financial Conduct Authority у Великій Британії.

## Керівництво
| Голова Правління                                    | Путінцева Тетяна Володимирівна |
| Перший заступник Голови Правління                   | Овчарова Лілія Миколаївна      |
| Заступник Голови Правління з ризиків                | Матвієнко Денис Вікторович     |
| Заступник Голови Правління з операційної діяльності | Білаш Олексій Олексійович      |

## Надбання
- 10 липня 2020 року за підсумками щорічного дослідження «Фінансового клубу» Комерційний Індустріальний Банк посів 27 місце у рейтингу «50 провідних банків України 2020», піднявшись на п'ять позицій у порівнянні з результатами минулого року[1].
- 25 червня 2019 року Комерційний Індустріальний Банк здобув перемогу в номінації «Перший банк з ЕСКО-кредитування» за версією першого всеукраїнського проєкту «Фінансові установи України: гідні, успішні, надійні»[2].
- 15 травня 2019 року голова правління АТ «КІБ» Тетяна Путінцева увійшла до четвірки найкращих фінансистів України за версією щорічної професійної премії «FinAwards»[3].
- 24 квітня 2019 року за результатами щорічного рейтингу «50 провідних банків України-2019» Комерційний Індустріальний Банк посів 32 місце, покращивши свої позиції одразу на 18 пунктів[4].
- За підсумками X Всеукраїнського конкурсу «Банк року-2018», організованого міжнародним фінансовим клубом «Банкір», АТ «Комерційний Індустріальний Банк» здобув перемогу в номінації «Найбільш надійний та стійкий банк»[5].

## Рейтинг
29 квітня 2020 року рішенням рейтингового комітету Рейтингового агентства «Стандарт-Рейтинг» було оновлено довгостроковий кредитний рейтинг Акціонерного товариства «Комерційний Індустріальний Банк» за національною шкалою на рівні uaАА. Банк або окремий борговий інструмент з рейтингом uaAA характеризується дуже високою кредитоспроможністю у порівнянні з іншими українськими позичальниками або борговими інструментами. Рішення про оновлення кредитного рейтингу Акціонерного товариства «Комерційний Індустріальний Банк» прийнято відповідно до результатів аналізу підсумків роботи Банку за 2019 рік.

## Ліцензії та членства
Банк здійснює свою діяльність на території України на підставі статуту та банківської ліцензії № 186 від 11 листопада 2011 року та генеральної ліцензії на здійснення валютних операцій № 186-2 від 21 травня 2012 року.
Згідно з ліцензією Національної комісії з цінних паперів та фондового ринку, серія АЕ № 263254 від 3 вересня 2013 року, банк здійснює діяльність на фондовому ринку.
Банк є учасником:
- Незалежної асоціації банків України (НАБУ)
- Професійної асоціації реєстраторів та депозитаріїв
- Українського кредитно-банківського союзу (УКБС)
- афілійованим членом Міжнародної платіжної системи MasterCardWorldwide
- асоційованим членом Міжнародної платіжної системи VisaInternational
- Банк має статус учасника Фонду гарантування вкладів фізичних осіб (свідоцтво № 106 від 6 листопада 2012).